# Vicentinské Alpy
Vicentinské Alpy (italsky Prealpi Vicentine) jsou pohoří nacházející se v Itálii, východně od jezera Lago di Garda. Leží na území autonomní oblasti Trentino-Alto Adige na severu země a plocha pohoří (3 000 km²) zasahuje do území provincií Verona, Vicenza a Treviso. Nejvyšším vrcholem je Cima Dodici (2 341 m n. m.) ležící na severu hor.

## Poloha
Od sousedních Fleimstalských Alp je pohoří odděleno tokem řeky Brenta. Na západě území vymezuje hranice pohoří alpský tok Adige, který dělí masiv od sousedních Gardských hor.

## Členění
Na severu rozděluje sedlo Fuggazze severní části hor na dva samostatné celky Monte Pasubio (2 232 m n. m.) a malý ale divoce formovaný celek Piccole Dolomiti (2 259 m n. m.). Na jihu se nachází další masiv, tentokrát nižších skupin Lobbia (1 689 m n. m.) a Monti Lessini (1 766 m n. m.). Naopak na severu hor je dominantní náhorní plošina Altipiano d'Asiago (2 341 m n. m.).

### Vrcholy

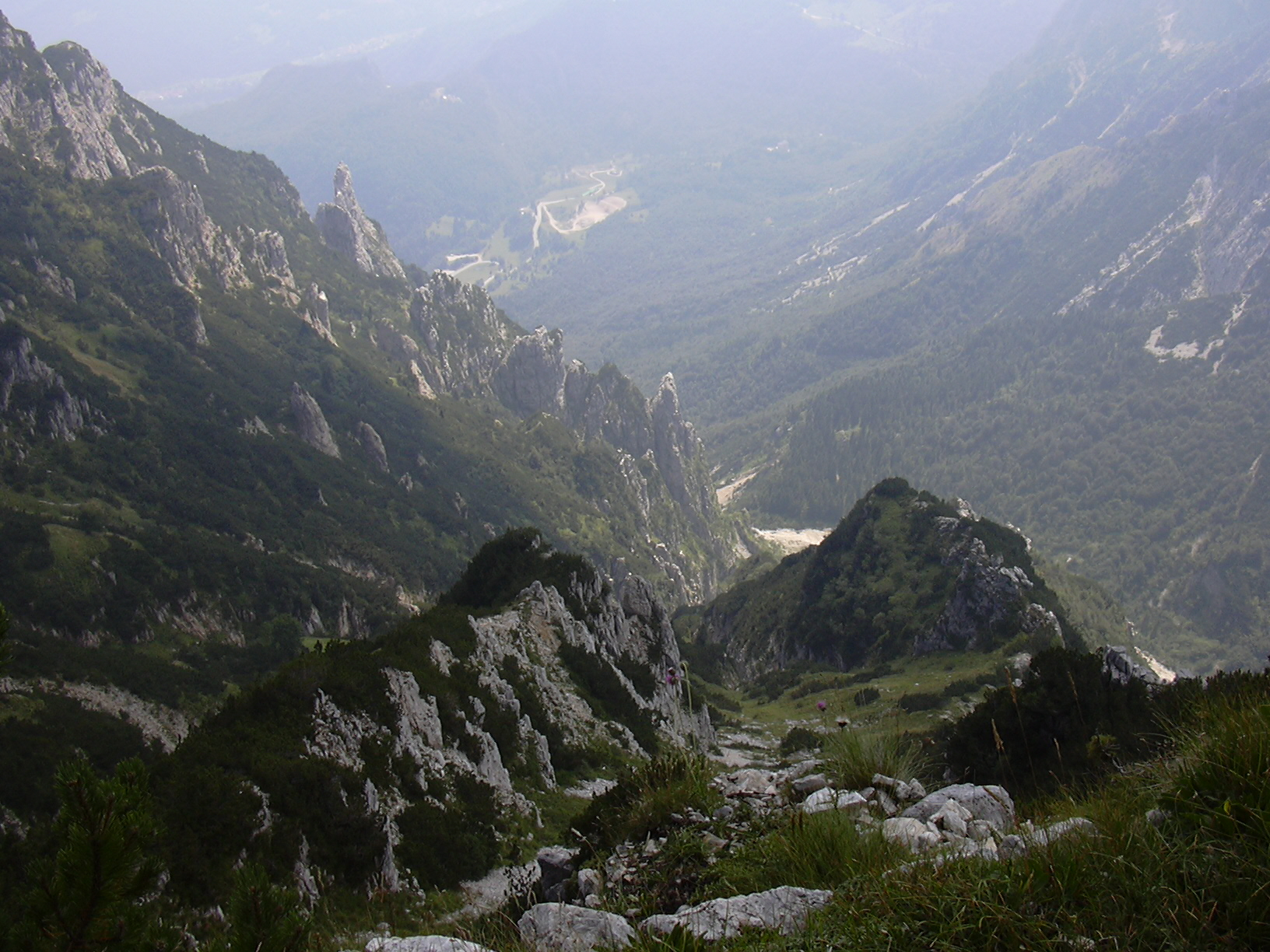
Pohled z Monte Pasubio

- Cima Dodici (2 341 m n. m.) (Altopiano di Asiago)
- Cima Portule (2 310 m n. m.) (Altopiano di Asiago)
- Cima Palon (2 232 m n. m.) (Monte Pasubio)
- Cima Carega (2 229 m n. m.) (Piccole Dolomiti)
- Il Dente Austriaco (2 203 m n. m.) (Monte Pasubio)
- Monte Buso (2 080 m n. m.) (Monte Pasubio)
- Monte Lessini (1 766 m n. m.) (Lessini)
- Monte Pazùl (1 477 m n. m.) (Monte Pasubio)